# Agnieszka Zielińska
Agnieszka Zielińska-Richter (ur. 6 stycznia 1976 w Poznaniu) – Miss Polonia 1996, I Wicemiss Europe 1997.

## Życiorys

### Kariera
Agnieszka Zielińska jest zdobywczynią wielu tytułów piękności, takich jak m.in. Miss Polonia 1996 (Miss Gracja, Miss Foto i Miss Publiczności), I Wicemiss Europe, I Wicemiss World University 1997 oraz top Miss Millenium 2000.

## Życie prywatne
Obecnie pracuje jako notariusz w Poznaniu. Ma dwoje dzieci.